# ゲンリフ・ヤゴーダ

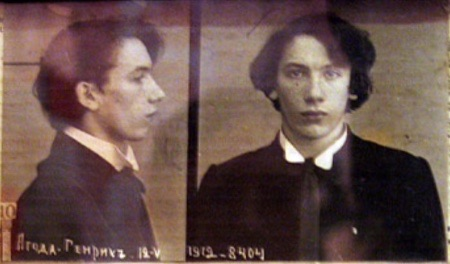
逮捕時のマグショットにおける若き日のヤゴーダ（1912年）

ゲンリフ・グリゴリエヴィチ・ヤゴーダ（ゲーンリフ・グリゴーリエヴィチ・ヤゴーダ、ロシア語: Ге́нрих Григо́рьевич Яго́да、ラテン文字転写の例：Genrikh Grigoryevich Yagoda、ユリウス暦1891年11月7日（グレゴリオ暦11月20日） - 1938年3月15日）は、ソビエト連邦の政治家。初代NKVD（内務人民委員部）長官。国家保安総委員（1937年1月に予備役編入）。スターリンの命令無しに動くことは決してなかったため、「コウモリ」というあだ名が付いた。
なお、姓は日本語文献内ではヤゴダあるいはヤーゴダと書かれることもあるが、後者の「ヤーゴダ」はアクセント的に誤った転写である。また、名前に関してもドイツ語を意識してゲンリヒと書かれることがあるが、ロシア語に沿った表記ではゲンリフとなる。

## 生涯

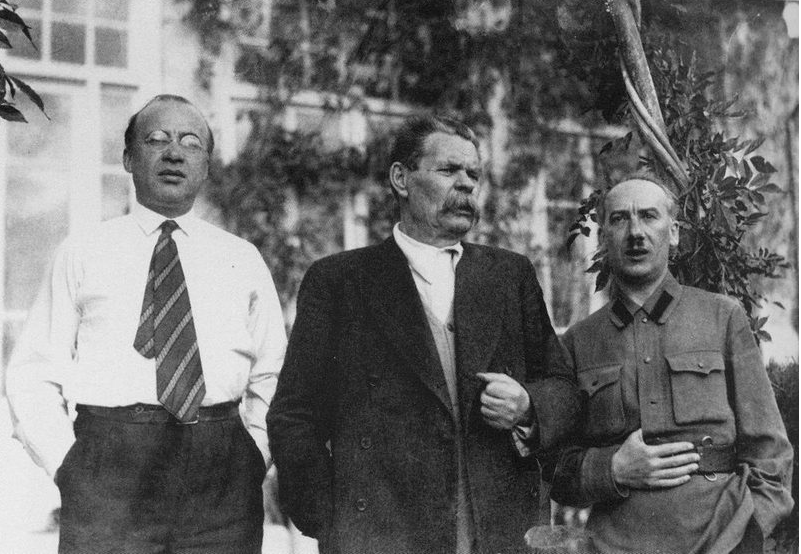
マクシム・ゴーリキー(中心)と

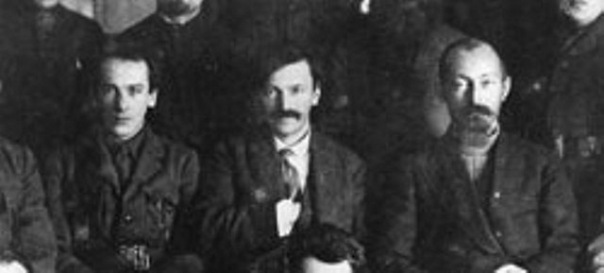
左からヤゴーダ、ヴャチェスラフ・メンジンスキー、フェリックス・ジェルジンスキー　1924年

1891年、ルイビンスクにて、ユダヤ人の時計屋一家に生まれる。出生名イェノホ・ゲルシェノヴィチ・イエグーダ (Енох Гершенович Иегуда)。
1907年には、15歳にしてボリシェヴィキに参加する。1911年にモスクワに上京するも1912年に逮捕され、シンビルスクに追放される。1913年、「統計問題」誌で働き、1914年にイーダ・アヴェルバフ（後に弁護士、ロシア・プロレタリア作家協会総書記レオポリド・アヴェルバフの妹で、全ロシア中央執行委員会議長ヤーコフ・スヴェルドロフの姪）と結婚したとされるが、当時彼女は9歳だったため正確な事実ではないとされる。第一次世界大戦時、第5軍団第20狙撃連隊所属で出征、前線で負傷。
1917年、ロシア革命が勃発するとボリシェヴィキ党のペトログラード軍事委員となり、「ソルダーツカヤ・プラウダ」（兵士のプラウダ）紙の発行に携わり、十月革命に参加、その後、「クレスチヤンスカヤ・ベドノター」（貧農）紙の編集長を務め、1918年～1919年、労農赤軍最高軍事監察局総務局。
1920年からウラジーミル・レーニンの創設した秘密警察チェーカーに所属し、その長官であったヴャチェスラフ・メンジンスキーの片腕として、グラーグ（ГУЛАГ；Главное управление лагерейの略称。収容所総局）の監督にあたり、次第に頭角を現す。
1934年7月、フェリックス・ジェルジンスキーとメンジンスキーの不可解な死後（公式には二人とも「心臓性疾患」とされる）、チェーカーの後継機関のGPUと統合した内務人民委員部の初代長官に就任する。スターリンの大粛清の執行者は、賭博と漁色にふける退廃的な悪徳の持ち主として名高い。
大粛清の契機となった1934年のセルゲイ・キーロフ暗殺事件では、犯人のレオニード・ニコラエフと親交があり資金面で援助していたため、彼を利用しキーロフを暗殺させた説が今日に至るまで根強い。1936年、ヤゴーダは大粛清の第一段階を指揮しスターリン反対派の摘発に当たった。
しかし、その取調べや拷問がスターリンの期待よりも「生ぬるく」、オールド・ボリシェヴィキを相手には“共犯者”の“自白”もままならなかったため、なかなか粛清を拡大させることができず、次第にスターリンに失望されていった。そして1936年9月、ヤゴーダ自身もニコライ・エジョフに取って代わられ内務人民委員を解任され、通信人民委員に左遷される。
1937年3月の中央委員会総会中にヤゴーダは後任のエジョフからソビエト全土の秘密警察の仕事ぶりを調査するよう依頼され、ヤゴーダ派のNKVD隊員は列車で目的地に輸送される予定であった。しかし、彼らは目的地の前の駅で列車に乗り込んできたエジョフ派のNKVDにことごとく逮捕された。ヤゴーダ自身もNKVD隊員の宿舎において逮捕され、激しく殴打され蹴り付けられる等の苛烈な拷問を伴った取調べが行われた。その結果ヤゴーダはスパイ行為以外の罪を「自白」した。
1938年3月13日、ニコライ・ブハーリン、アレクセイ・ルイコフらとともに第三次モスクワ裁判にかけられ、反逆や共謀など21件について有罪、銃殺刑を宣告される。必死の助命嘆願もむなしく、15日にかつては彼自身のダーチャだったコムナルカ射撃場で処刑され、同地に埋められた。ヤゴーダの家族も両親、妻などほとんどが逮捕された上、処刑もしくは強制収容所で獄死した（生き残ったのは息子のゲンリフ（1929年—2003年）のみで、大学卒業後イスラエルへ移住した）。ヤゴーダ派のNKVD隊員も粛清の対象となり、約3000人がこの時期に死亡したと言われる。
なお、モスクワ裁判の犠牲者は1989年までに名誉回復されたが、ヤゴーダは大粛清の実行者であったため唯一名誉回復されていない。

## 栄典
「チェーカー・GPU名誉職員」記章2個、赤旗勲章2個、労働赤旗勲章、レーニン勲章を受章。